# Bicellaria
Bicellaria är ett släkte av tvåvingar. Bicellaria ingår i familjen puckeldansflugor.

## Bildgalleri

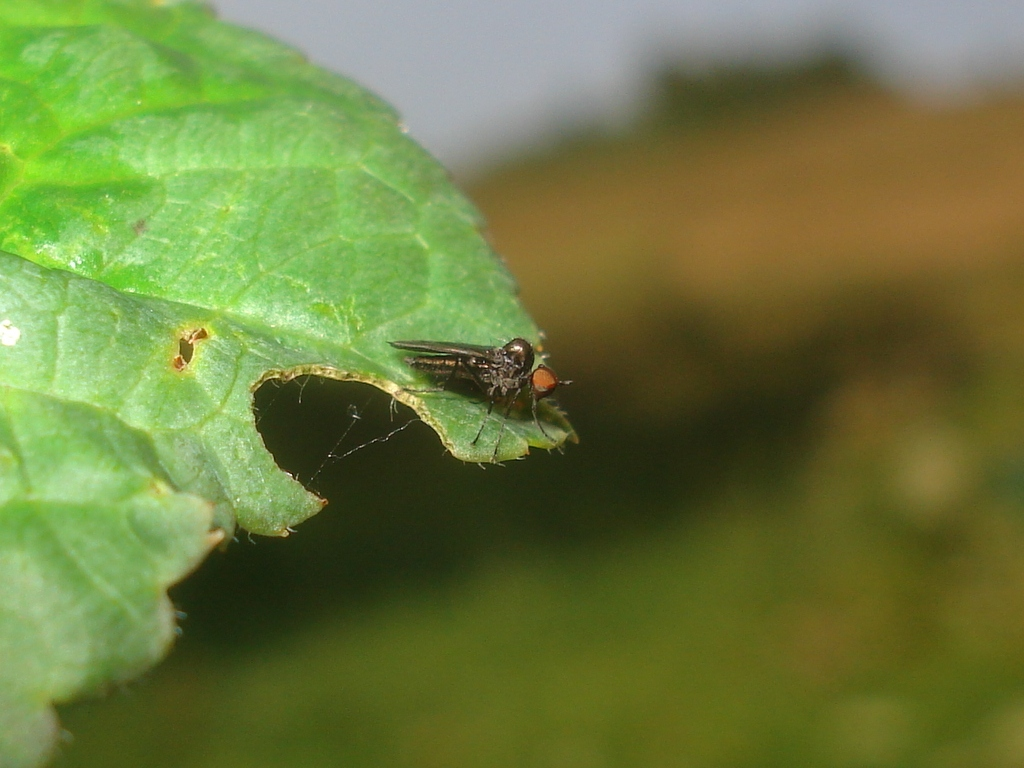
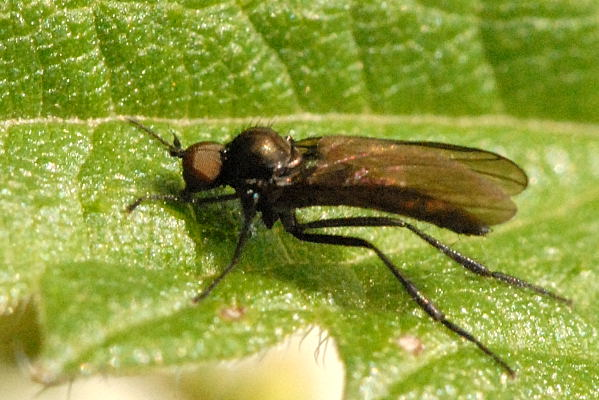
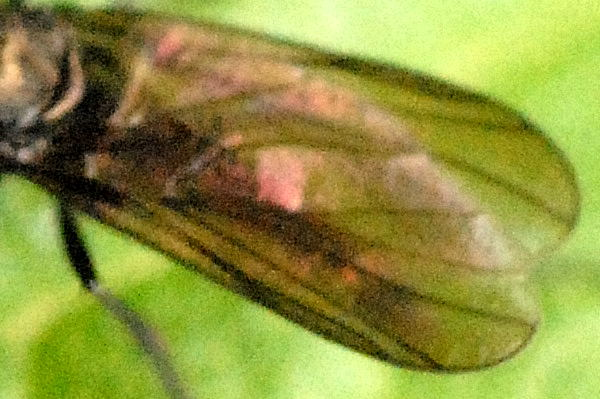

## Dottertaxa tillBicellaria, i alfabetisk ordning[1][2]
- Bicellaria albopilosa
- Bicellaria alpina
- Bicellaria angustifurca
- Bicellaria austriaca
- Bicellaria bisetosa
- Bicellaria brevifurca
- Bicellaria collina
- Bicellaria collini
- Bicellaria dispar
- Bicellaria drapetoides
- Bicellaria expulsa
- Bicellaria femorata
- Bicellaria flavipes
- Bicellaria furcifer
- Bicellaria fusca
- Bicellaria halteralis
- Bicellaria halterata
- Bicellaria hyalipennis
- Bicellaria ingrata
- Bicellaria intermedia
- Bicellaria japonica
- Bicellaria longipes
- Bicellaria longisetosa
- Bicellaria lugubris
- Bicellaria mera
- Bicellaria montana
- Bicellaria nigra
- Bicellaria nigrita
- Bicellaria pectinata
- Bicellaria pectinipennis
- Bicellaria pilipes
- Bicellaria pilosa
- Bicellaria simplicipes
- Bicellaria spuria
- Bicellaria stackelbergi
- Bicellaria subpilosa
- Bicellaria sulcata
- Bicellaria uvens
- Bicellaria vana